# William d'Eichthal
Pour les autres membres de la famille, voir Famille d'Eichthal.
William-John-Adolphe d'Eichthal (21 mars 1867 à Nogent-sur-Vernisson - 15 juillet 1934 à Paris) est un banquier français.

## Biographie
Fils du capitaine Louis d'Eichthal, officier d'ordonnance du général Bourbaki et conseiller général du Loiret, et de Maria Amy Freeman, petit-fils d'Adolphe d'Eichthal, il est ingénieur civil des mines et lieutenant d'artillerie en 1903.
Banquier à Paris, il devient chef de la Banque Mirabaud. Il est régent de la Banque de France de 1929 à sa mort.
Président du conseil d'administration de la Compagnie du Boléo, il est administrateur de la Banque de l'Union parisienne, de la Société minière et métallurgique de Peñarroya, de la Société lyonnaise des Eaux et de l'Éclairage, des compagnies d'assurances l'Union, de la Compagnie des Phosphates et du chemin de fer de Gafsa, de la Steaua française, de la Compagnie des chemins de fer de l'Est, de la Société Indochinoise de Commerce d'Agriculture et de Finance (Sicaf), etc.
De 1907 à 1932, il est président de la section de comptabilité et trésorier de la Société de géographie.
Il épouse Marguerite Mirabaud, fille du banquier Albert Mirabaud et de Noémie Koechlin et nièce de Paul Mirabaud.

## Sources
- Hubert Bonin, Le monde des banquiers français au XXe siècle, 2000
- Bernard Labesse, Histoire et géologie de la mine de lignite de Dixmont (Yonne): les concessions minières de la Fontaine des Brins (1854-1999), 1999